# Pichilemu

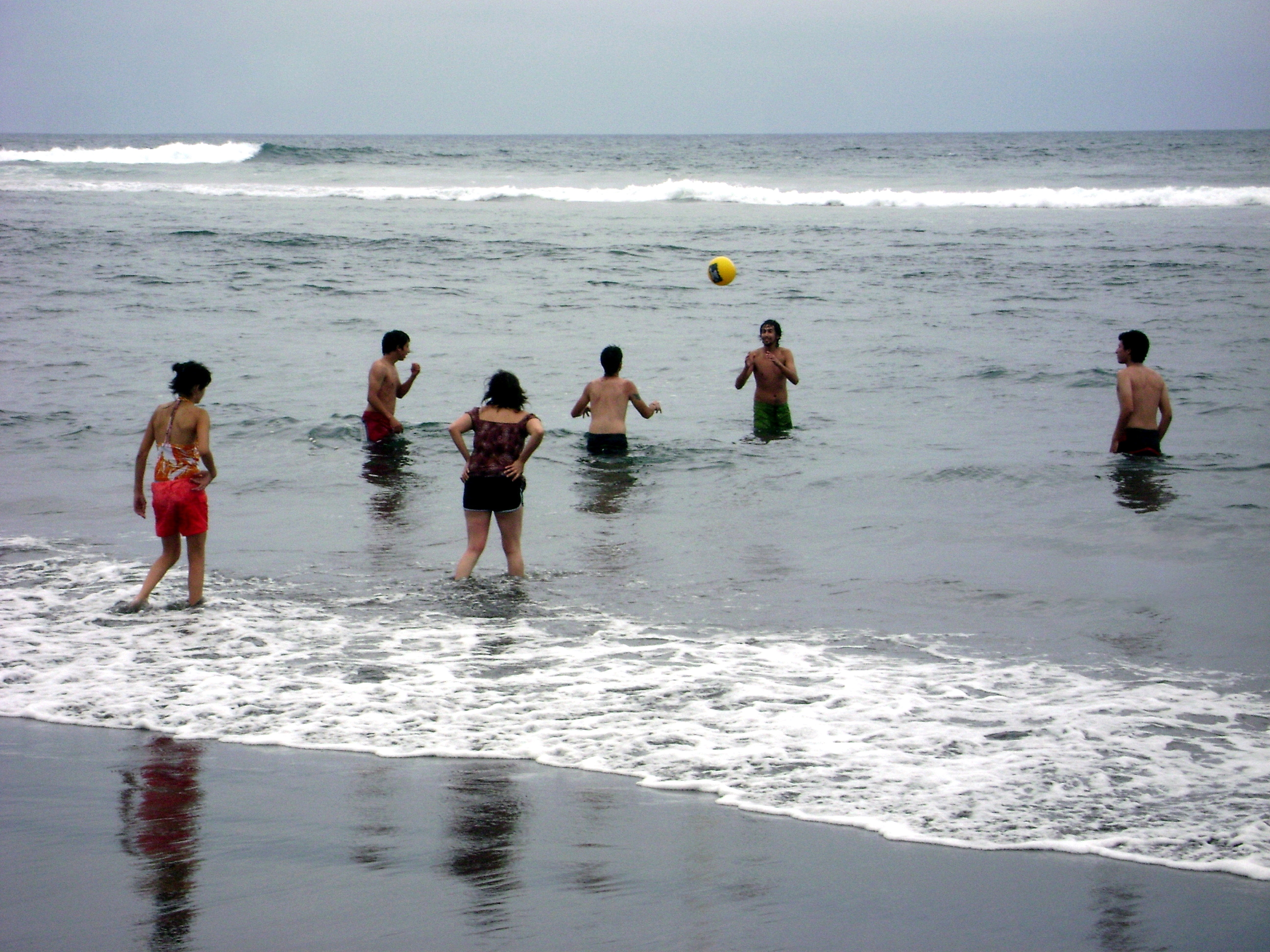
Pichilemu.

Pichilemu este o comună în regiunea O'Higgins, Chile.